# Brogård
För byn Brogård i Uppsala kommun, se Brogård, Uppsala kommun.

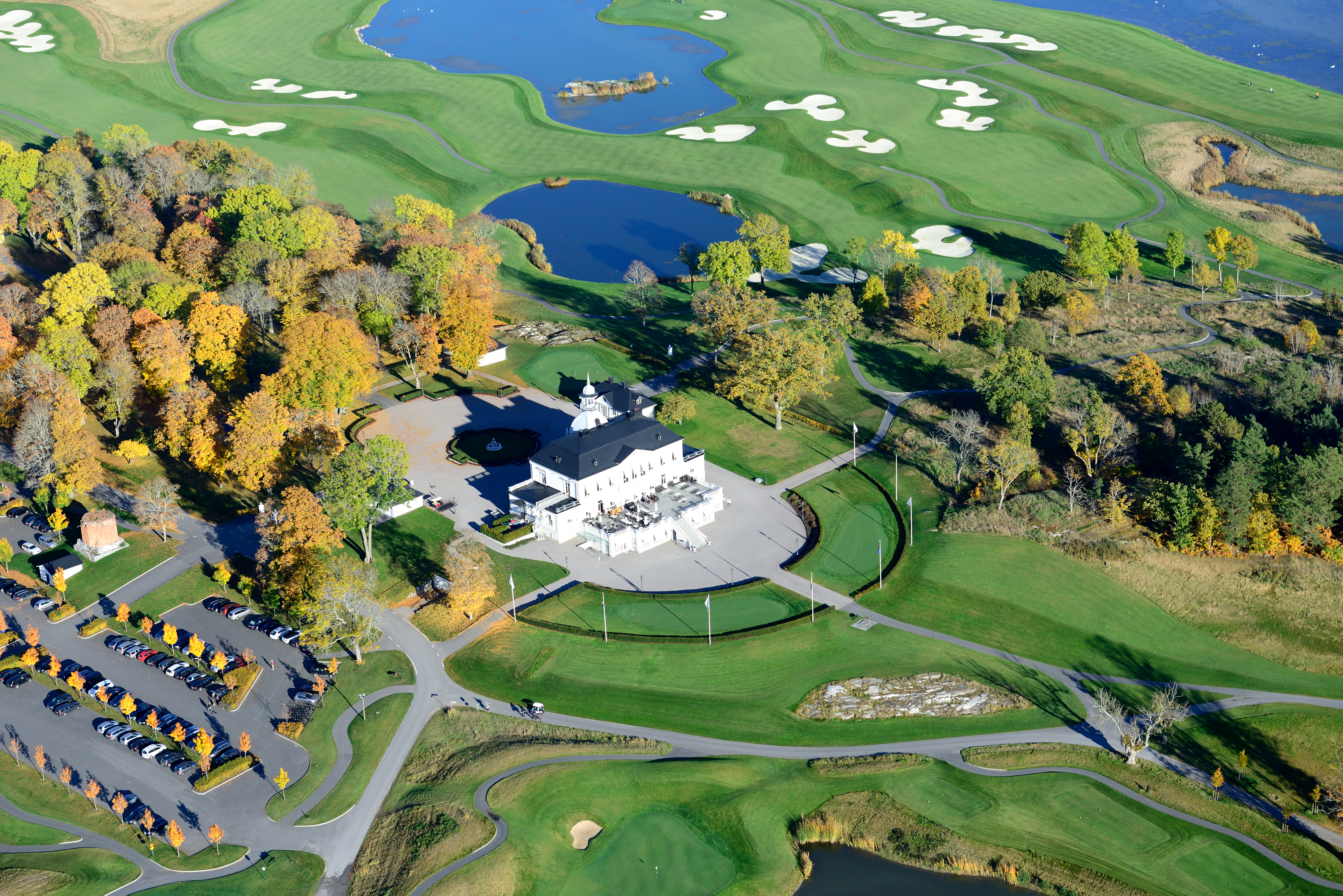
Bro Hof slott i oktober 2013.

Brogård, även kallad Bro Hof slott, är en slottsliknande herrgård vid Brofjärden (Östra Mälaren) i Bro socken i Upplands-Bro kommun. Nuvarande huvudbyggnad uppfördes 1888 efter ritningar av arkitekt Herman Holmgren. Sedan 2006 finns Bro Hof Slott Golf Club - två av Europas bästa golfbanor, The Stadium Course och The Castle Course. Bro Hof Slott GC ägs sedan 2002 av Björn Örås. 

## Historik
Brogårds historia sträcker sig tillbaka till medeltiden då egendomen fungerade som kungsgård det vill säga ett gods ägt av kungen eller statsmakten. På dessa gods byggdes de största av statens jordbruksfastigheter där allmogen var skyldig att bidra med dagsverken samt bygga och underhålla hus. Syftet var att förse hovet med mat och förnödenheter.
- 1810, tillträdde den grevliga släkten Sparre egendomen. Erik Josias Sparre blev känd som en mycket engagerad man i olika samhällsfrågor. Han var ledamot i riksdagen där han ständigt förde jordbrukarnas talan och ägnade mycket tid åt att utveckla järnvägsnätet i Sverige. Förutom Brogård ägde han det närbelägna Lejondal och flera andra gods. På grund av många samhällsåtaganden började egendomarna snart förfalla.
- 1886, ärvde dottern Louise Lejondal och sonen Johan Bro Gård som Johan Sparre blev Brogårds siste ägare ur denna släkt.
- Greven och kammarherren Johan Sparre bestämde sig för att uppföra ett nytt Corps-de-logi då den gamla röda huvudbyggnaden i trä var förfallen. Den revs på 1870-talet.
- 1888, det nuvarande slottet uppfördes och fick ett tidstypiskt utseende i barockstil med inslag av empir. Arkitekt var Herman Holmgren som ritat bland annat Uppsala Universitetsbyggnad.
- Under den aktive Johan Sparres[förtydliga] tid blomstrade gården. Förutom framgångsrikt jordbruk drev han ett tegelbruk och ett mejeri. Han lät bygga bageriet som blev känt för den goda Brolimpan och satt i styrelsen för eldistributionsföreningen. Johan Sparre avled barnlös.
- 1938 ärvde hans systers dotterdotter Ebba Reuterskiöld, född von Rosen, Brogård. Ebba var gift med friherre Carl Reuterskiöld.
- 1968 sålde Ebba Reuterskiöld Brogård till KF[förtydliga] som i sin tur arrenderade ut egendomen till nästa generation Reuterskiöld.
- KF:s planer vid den tiden var att bygga ett centrallager samt anlägga livsmedelsindustrier. Planerna ändrades och endast centrallagret blev verklighet.
- 1968–2001 bedrevs lantbruk samt mjölkproduktion. Brogård var bl.a. en av de första i Sverige att datorisera mjölkproduktionen.
- 2002 såldes gården till Björn Örås.
- 2004 beslutade Upplands-Bro kommun om en ny detaljplan som innebar att en ny verksamhet kunde startas på Bro Gård. Bro Gård namnändrades till Bro Hof Slott för att bedriva golfanläggning samt hotell- och konferensverksamhet.
- 2006 öppnade Stadium Course.
- 2009 öppnade Castle Course.
- 2010–2013 och 2016 spelades Europa Tour tävlingen Nordea Masters.

### Gården under Sparre

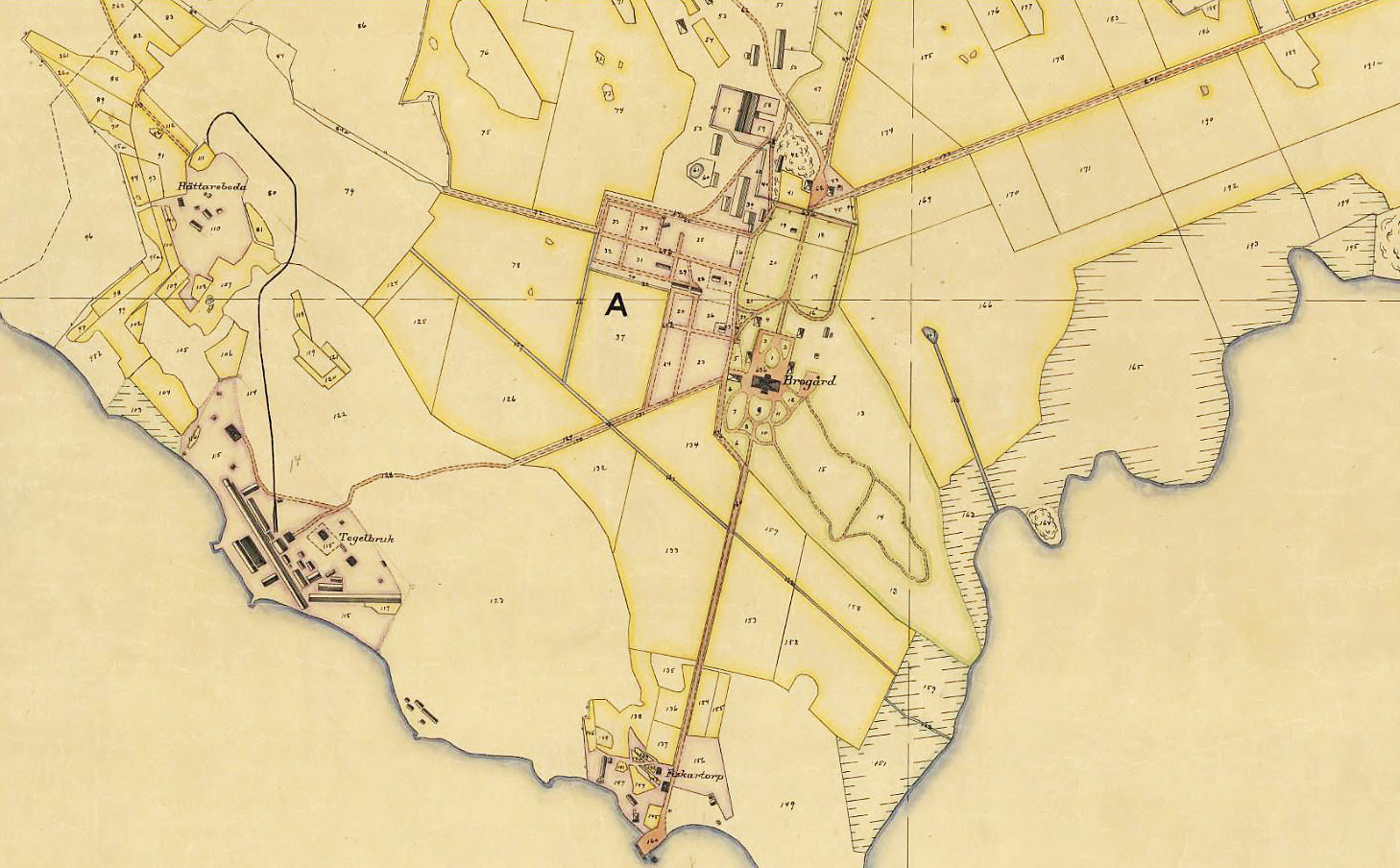
Brogård och tegelbruket 1917–18.

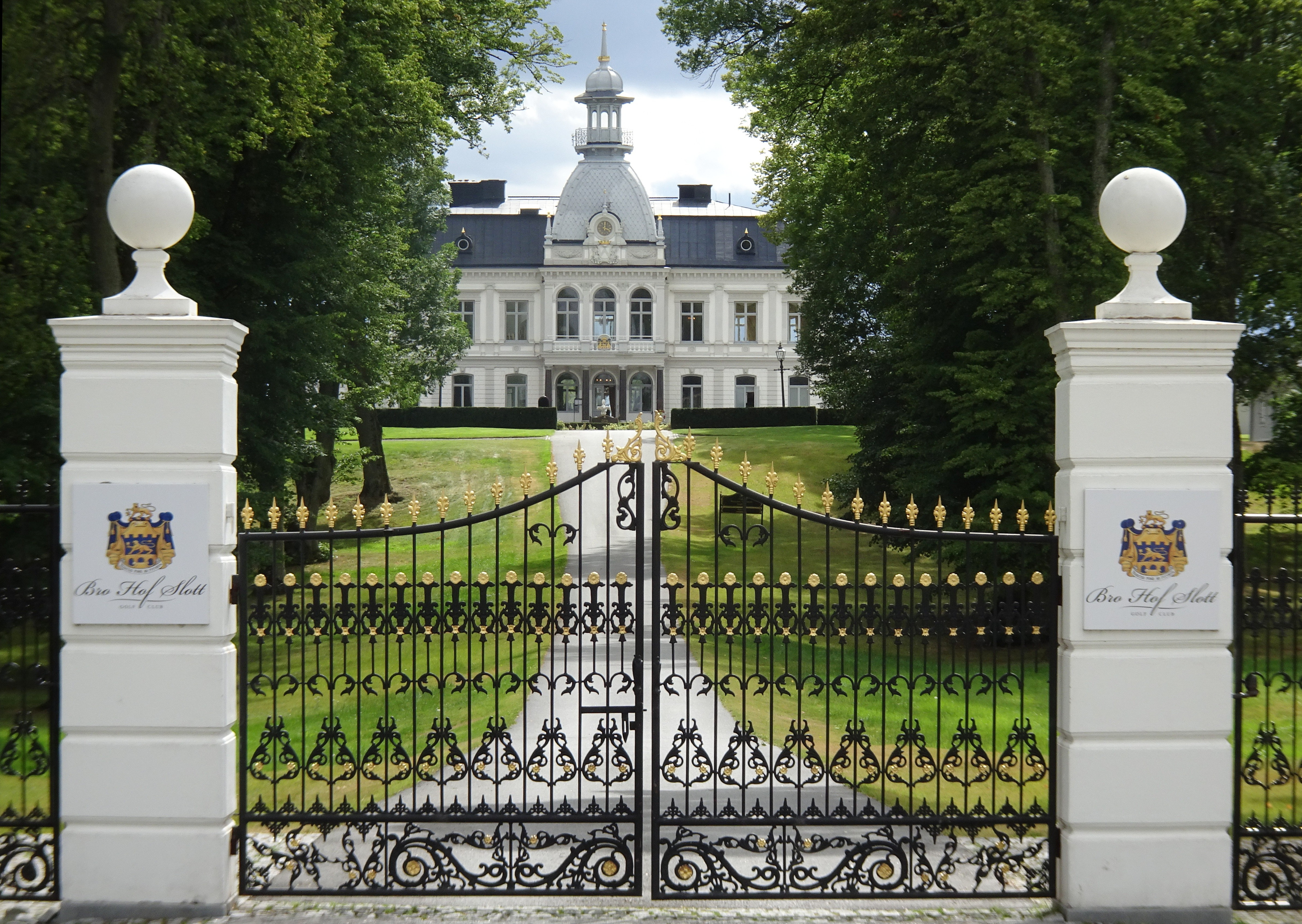
Grinden.

Den nuvarande slottsliknande huvudbyggnaden uppfördes 1888 på initiativ av Johan Claes Eriksson Sparre. Den gamla röda huvudbyggnaden i trä var förfallen och revs på 1870-talet. Flyglarna från 1700-talet fick dock stå kvar. Som arkitekt för nybygget anlitades Herman Holmgren. Han är mest känd för att ha ritat byggnaden för Uppsala universitet och gestaltade även Bro prästgård och gravkoret på kyrkogården, där greven lät begrava sin far, Eric Josias Sparre. Släkten Sparre ägde även närbelägna Lejondal genom Louise Ulrika Sparre, gift med Louis De Geer av Leufsta.
Huvudbyggnaden står på en svag höjd och är uppförd i tegel under ett svart plåttak. Fasaderna har benvit färgad puts. Mot norr domineras byggnaden av ett lanterninkrönt torn. Huvudentrén accentueras av en altan som bärs upp av fyra kolonner i svart, polerat granit. Huset bär drag av ett stadspalats från 1800-talets slut.
Gården upplevde sin blomstringstid under Johan Sparre. Han drev ett framgångsrikt storjordbruk, ett mejeri och Brogårds tegelbruk, det senare existerade under olika former fram till 1966. Till gården hörde utöver huvudbyggnaden med sina fyra fristående flyglar även flera torp, ett vattentorn, statarbostäder och stora välbyggda ekonomibyggnader. Speciellt kan omnämnas ladugården med loge, byggd 1896 i tegel och falurött färgat trä. Johan Sparre avled 1938 barnlös och egendomen ärvdes av hans systers dotterdotter Ebba Reuterskiöld, född von Rosen.

### Brogård i nyare tid
År 1968 sålde Ebba Reuterskiöld Brogård till Kooperativa Förbundet. Jordbruket blev dock utarrenderat till de forna ägarna, familjen Reuterskiöld. Under 1960-talet planerade KF att viss livsmedelsproduktion skulle förläggas hit samt ett centrallager. Så blev inte fallet, bara centrallagret kom till i tegelfabrikens tidigare lokaler, som även de ägdes av KF. 1968–2001 bedrevs lantbruk samt mjölkproduktion. Brogård var bl.a. en av de första i Sverige att datorisera mjölkproduktionen men under KF:s tid drabbades gården av bristande underhåll.
År 2002 sålde KF hela gårdskomplexet till Björn Örås med avsikt att bygga golfbana på den tidigare åkermarken samt nyttja huvudbyggnaden och en del andra byggnader till konferensanläggning & klubbshus. År 2004 fastställde Upplands-Bro kommun en ny detaljplan som tillät konferens- och golfverksamhet. Två år senare invigdes nuvarande anläggning under namnet Bro Hof Slott Golf Club. Samtidigt fick slottet ett nytt vapen som visar ett lejon på en bro framför en borgmur som tillsammans symboliserar namnet Bro Hof Slott. Där finns även ett valspråk på latin: "traditio pons ad futurum" vilket betyder "tradition är bron till framtiden".

### Golfbanorna
Bro Hof Slott GC har två av Europas bästa golfbanor, The Stadium Course och The Castle Course.
The Stadium Course är en utmanande lakeside-bana och känslan är verkligen att man beträder en golfarena, precis som namnet beskriver. Banan karaktäriseras av breda fairways, stora välplanerade bunkrar och mycket vatten, Banan kan spelas från fem olika tees och vinden är nästan alltid i spel. 
The Castle Course är precis som The Stadium Course ritad av Robert Trent Jones Jr men har en helt annan karaktär. Banan är byggd med samma höga kvalitet fast är lite kortare och har smalare fairways. Banan har en växlande karaktär av park och skog med inslag av links-känsla. Bunkrarna är små och utmanande men det finns också stora waste areas som utmanar spelaren. 

## Bilder

Huvudbyggnad och flyglar
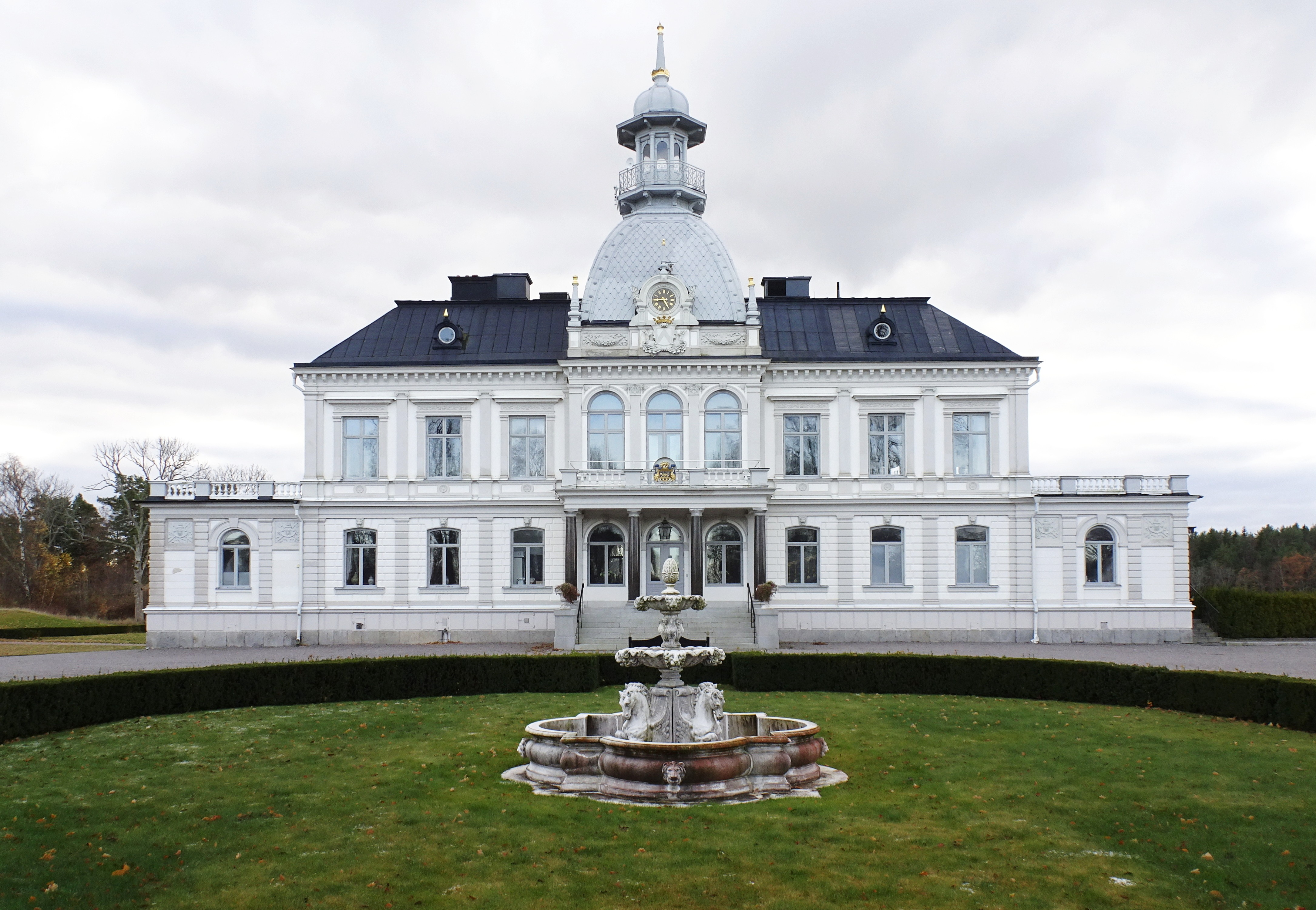
Huvudfasaden mot norr.
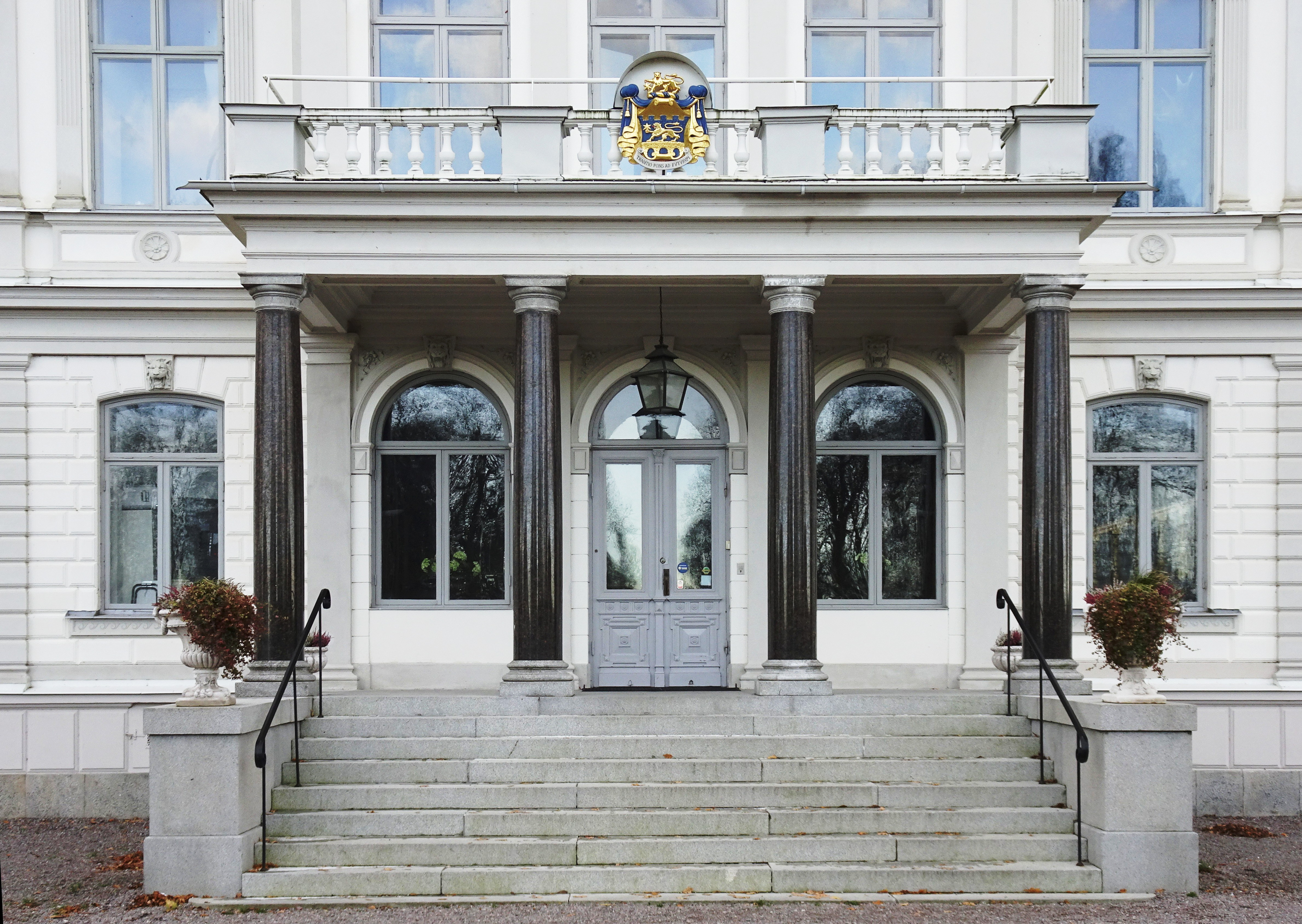
Huvudentrén.
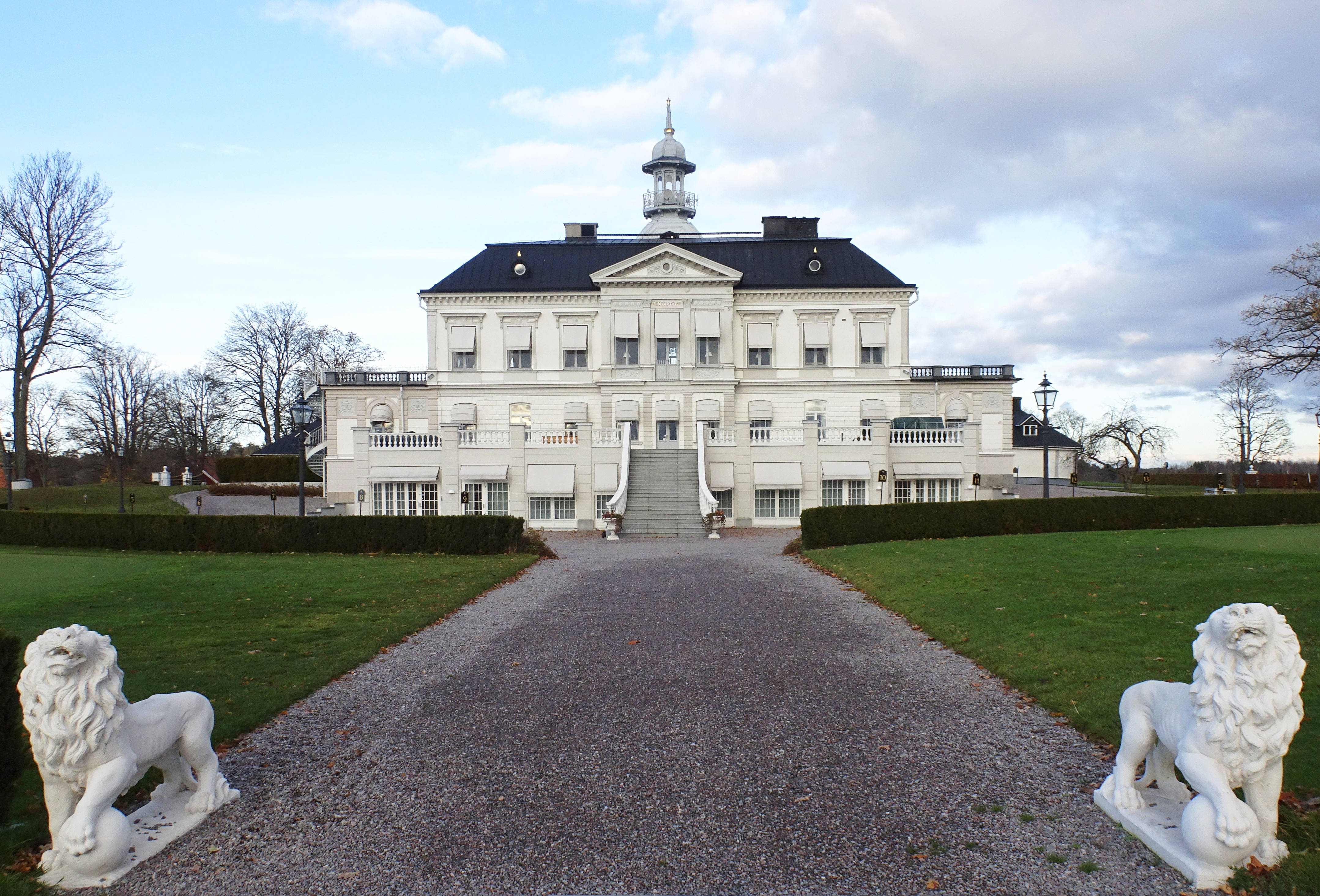
Huvudfasaden mot syd.
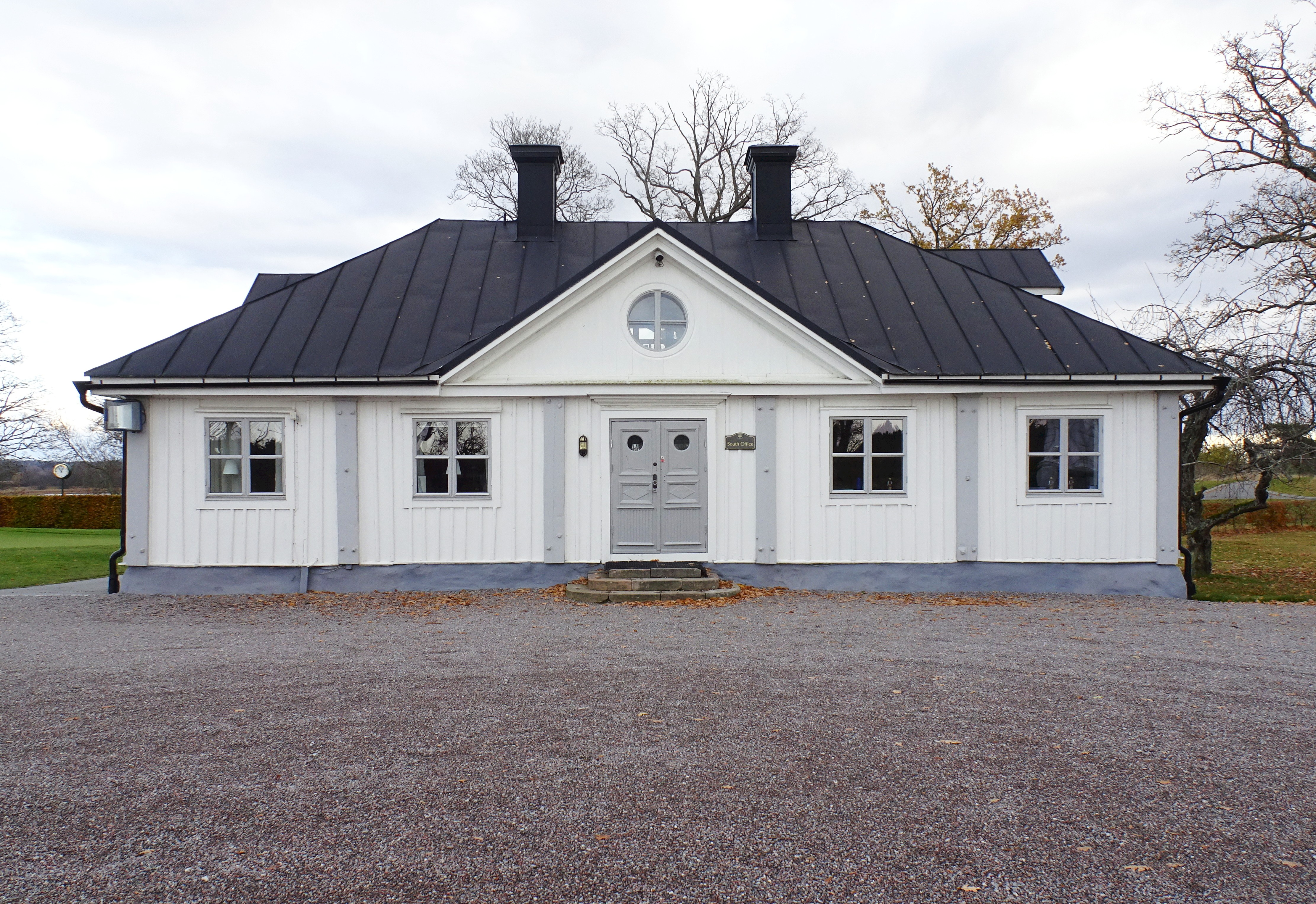
Östra flygeln.
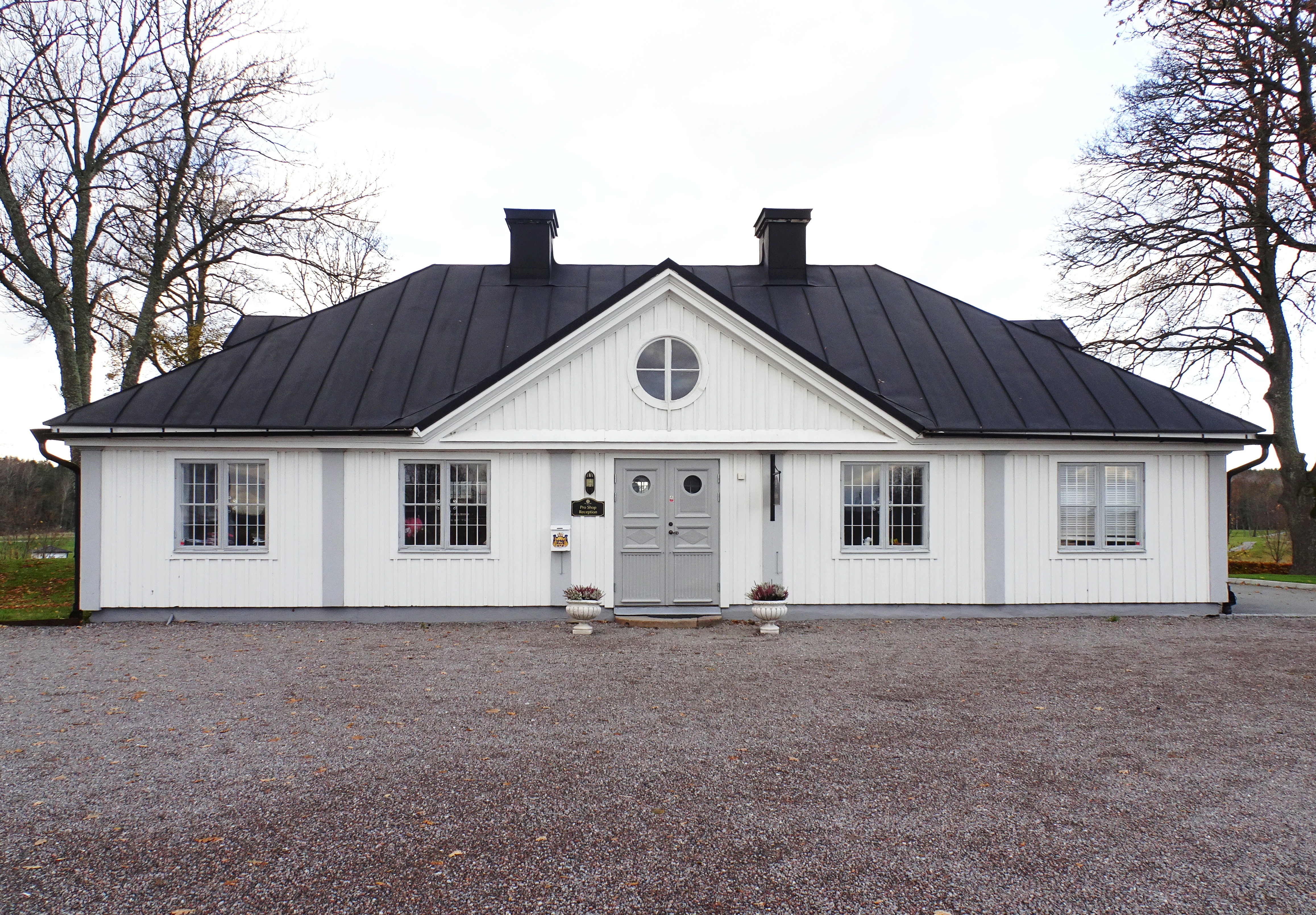
Västra flygeln.

Övriga byggnader
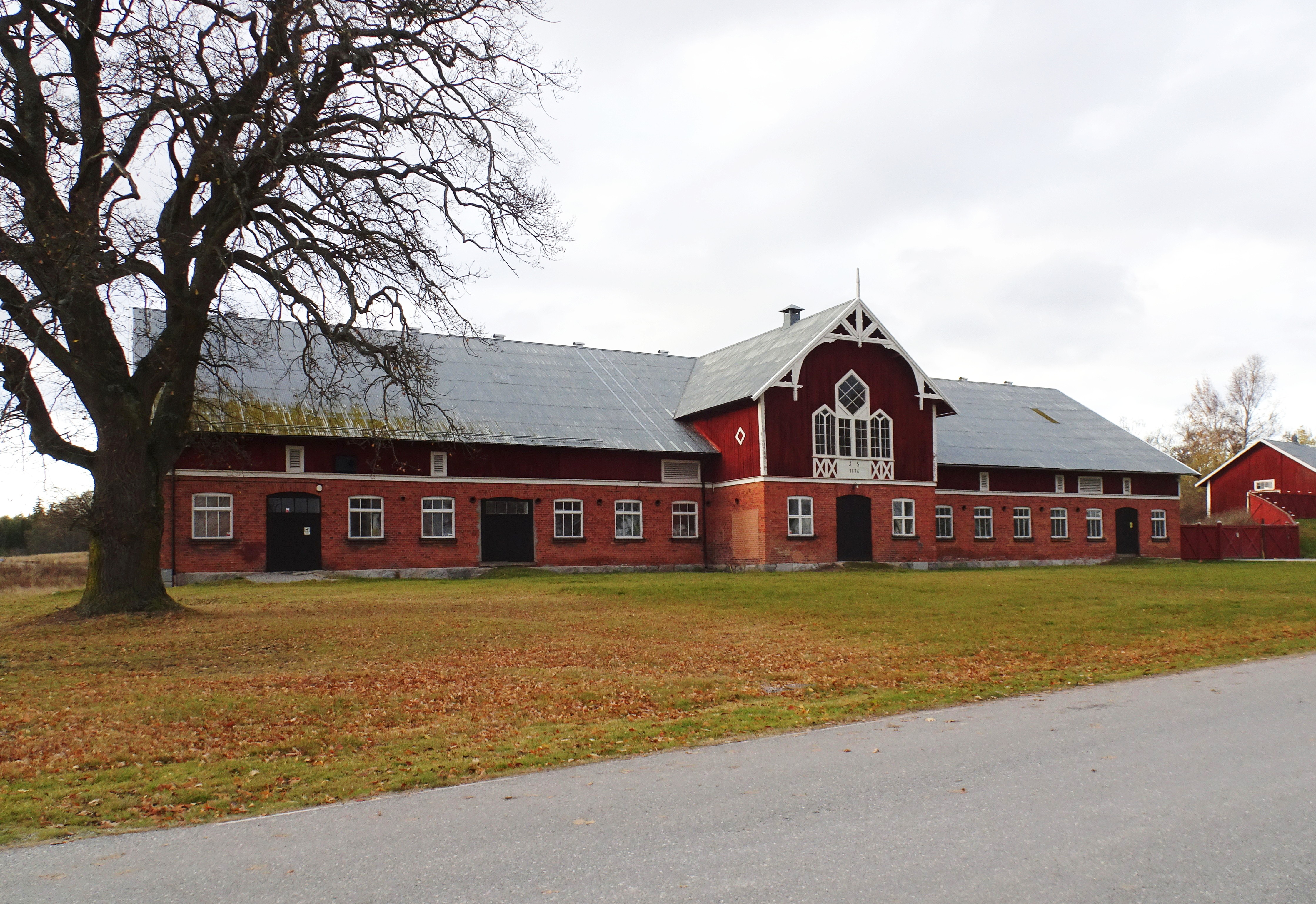
Ladugården med loge från 1896.
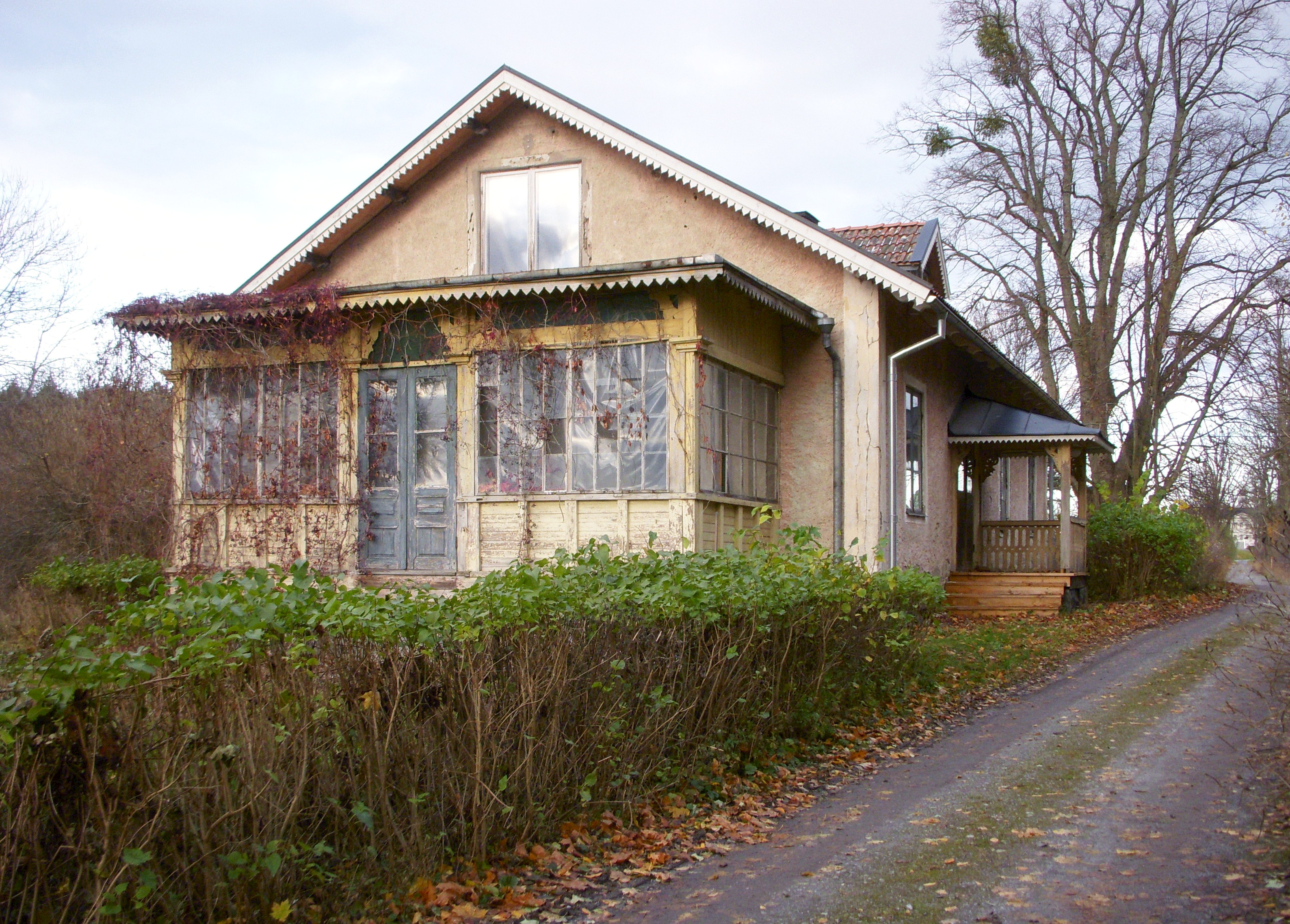
Fiskartorpet.
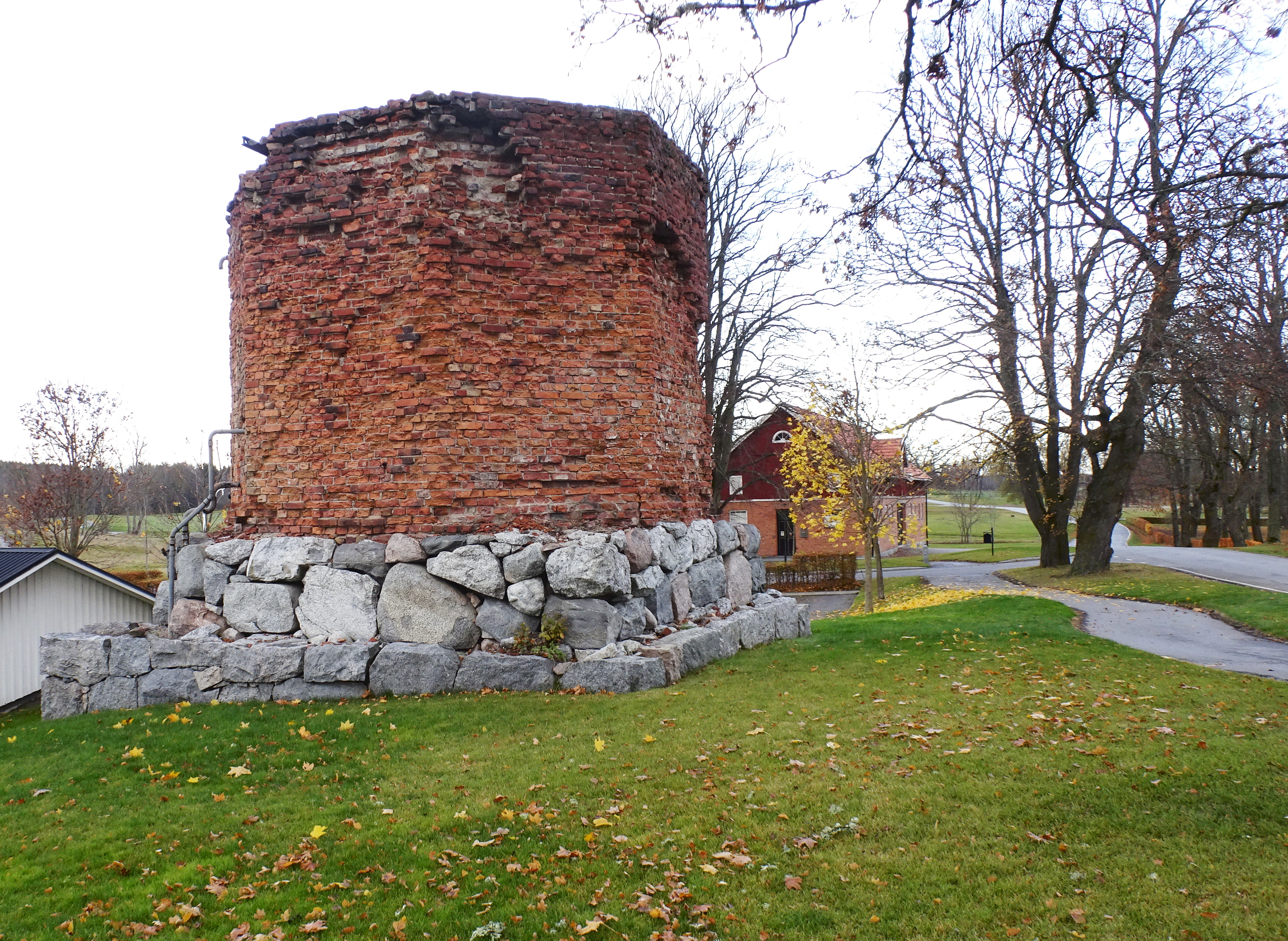
Brogårds gamla vattentorn.
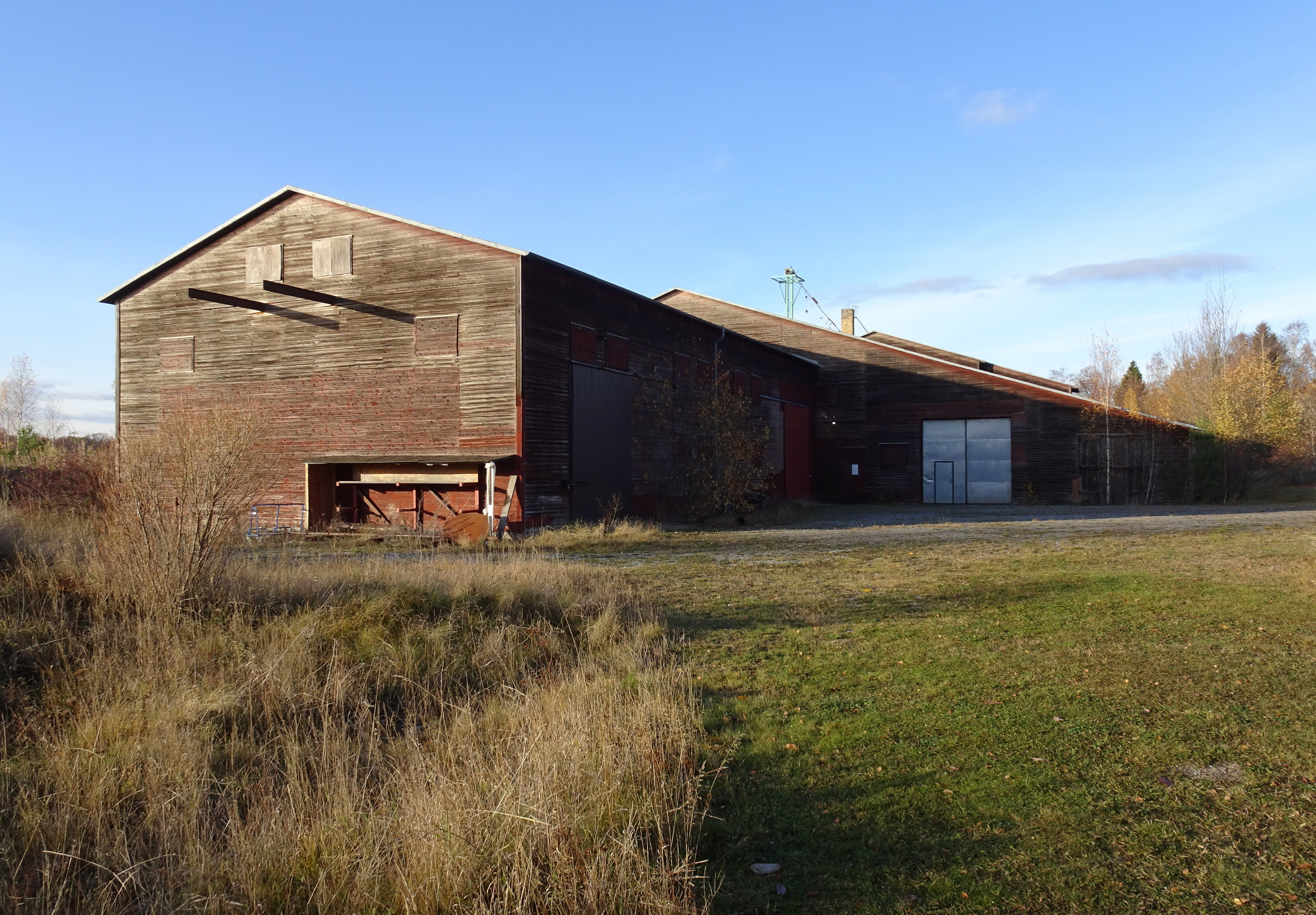
Brogårds tegelbruk, torkladan.
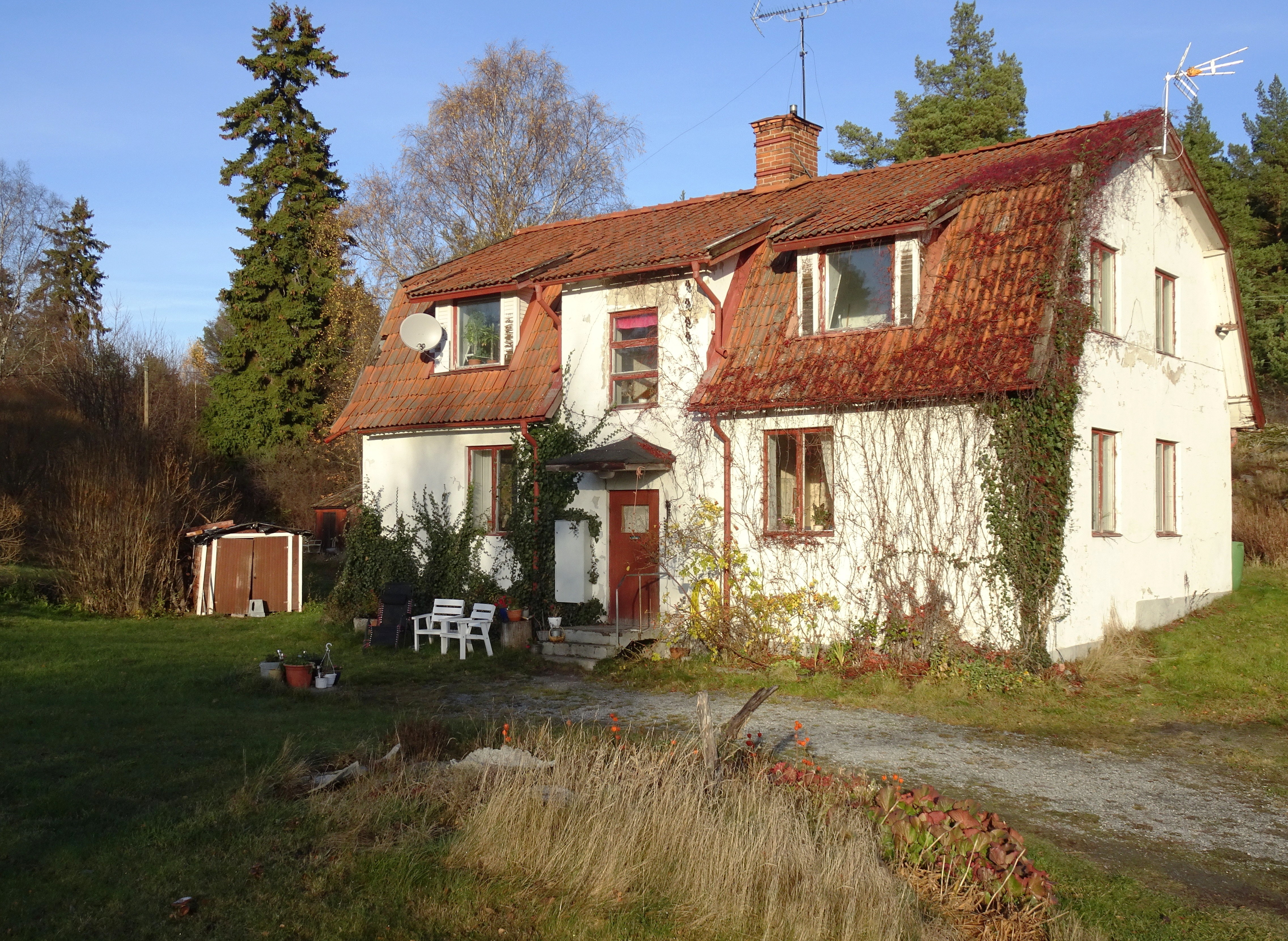
Brogårds tegelbruk, Sköna Ro.